# Nikki Dial
Nikki Dial (Eire, 5 ottobre 1973) è un'ex attrice pornografica statunitense.

## Biografia
Nikki Dial esordisce nell'industria pornografica nel 1992 con American Built e l'anno successiva gira More Dirty Debutantes 23, ottenendo il premio come Starlet of the Year dagli XRCO Award. Immediatamente firma per VCA e Vivid ma, dopo quattro anni di attività, nel 1997 lascia definitivamente l'industria pornografica.
Dal 2008 fa parte della Hall of Fame degli XRCO Award e dal 2024 della AVN Hall of Fame..

## Riconoscimenti

### XRCO Award
- 1993 – Starlet of the Year[4]
- 2008 – XRCO Hall of Fame[8]

### Hot d'Or Award
- 1993 - Best Starlet[9]

### F.O.X.E. Award
- 1994 – Female Fan Favorite